# Kotlajići
Kotlajići este un sat din comuna Pljevlja, Muntenegru. Conform datelor de la recensământul din 2003, localitatea are 54 de locuitori (la recensământul din 1991 erau 43 de locuitori).

## Demografie
În satul Kotlajići locuiesc 49 de persoane adulte, iar vârsta medie a populației este de 53,0 de ani (50,8 la bărbați și 54,9 la femei). În localitate sunt 24 de gospodării, iar numărul mediu de membri în gospodărie este de 2,25.
Această localitate este populată majoritar de sârbi (conform recensământului din 2003).
|  |

| Demografie | Demografie | Demografie |
| An         | Locuitori  | Locuitori  |
| ---------- | ---------- | ---------- |
|            |            |            |
|            |            |            |
|            |            |            |
|            |            |            |
| 1948       | 97         |            |
| 1953       | 108        |            |
| 1961       | 100        |            |
| 1971       | 100        |            |
| 1981       | 92         |            |
| 1991       | 43         | 43         |
| 2003       | 54         | 54         |

| \| Componența etnică conform recensământului din 2003[2] \| Componența etnică conform recensământului din 2003[2] \| Componența etnică conform recensământului din 2003[2] \| Componența etnică conform recensământului din 2003[2] \| Componența etnică conform recensământului din 2003[2] \| \| ----------------------------------------------------- \| ----------------------------------------------------- \| ----------------------------------------------------- \| ----------------------------------------------------- \| ----------------------------------------------------- \| \| \| \| \| \| \| \| Sârbi \| Sârbi \| \| 50 \| 92,59% \| \| Muntenegreni \| Muntenegreni \| \| 3 \| 5,55% \| \| necunoscută \| necunoscută \| \| 0 \| 0% \| |              |  |    |        |
| Componența etnică conform recensământului din 2003 |              |  |    |        |
| |              |  |    |        |
| Sârbi | Sârbi        |  | 50 | 92,59% |
| Muntenegreni | Muntenegreni |  | 3  | 5,55%  |
| necunoscută | necunoscută  |  | 0  | 0%     |